# Viaduc C215
Le viaduc C215 est un pont situé à Taïwan supportant la ligne à grande vitesse de Taïwan. Il fut réalisé par le groupement OFJV (Obayashi (Japan) Fu Tsu (Taïwan) Joint Venture) et achevé en 2003 pour un coût avoisinant les 40 millions de dollars américains.
C'est le 24e pont du monde par sa longueur.